# József Jacsó
József Jacsó (Mezőkövesd, 1 de junio de 1962) es un deportista húngaro que compitió en halterofilia.
Participó en los Juegos Olímpicos de Seúl 1988, obteniendo una medalla de plata en la categoría de 110 kg. Ganó tres medallas en el Campeonato Mundial de Halterofilia entre los años 1983 y 1987, y una medalla de plata en el Campeonato Europeo de Halterofilia de 1983.

## Palmarés internacional
| Juegos Olímpicos   | Juegos Olímpicos         | Juegos Olímpicos  | Juegos Olímpicos |
| Año                | Lugar                    | Medalla           | Categoría        |
| ------------------ | ------------------------ | ----------------- | ---------------- |
| 1988               | Seúl (Corea del Sur)     | Medalla de plata  | 110 kg           |
| Campeonato Mundial |                          |                   |                  |
| Año                | Lugar                    | Medalla           | Categoría        |
| 1983               | Moscú (URSS)             | Medalla de plata  | 110 kg           |
| 1986               | Sofía (Bulgaria)         | Medalla de bronce | 110 kg           |
| 1987               | Ostrava (Checoslovaquia) | Medalla de plata  | 110 kg           |
| Campeonato Europeo |                          |                   |                  |
| Año                | Lugar                    | Medalla           | Categoría        |
| 1983               | Moscú (URSS)             | Medalla de plata  | 110 kg           |